# Lista di asteroidi (387001-388000)
Di seguito una lista di asteroidi dal numero 387001 al 388000 con data di scoperta e scopritore.

## 387001-387100
| Nome     | Designazione provvisoria | Data di scoperta  | Scopritore           |
| -------- | ------------------------ | ----------------- | -------------------- |
| 387001 - | 2012 RJ3                 | 25 ottobre 2008   | CSS                  |
| 387002 - | 2012 RY5                 | 21 novembre 2001  | LINEAR               |
| 387003 - | 2012 RL6                 | 25 febbraio 2006  | Spacewatch           |
| 387004 - | 2012 RD7                 | 10 marzo 2007     | Mt. Lemmon Survey    |
| 387005 - | 2012 RY7                 | 15 febbraio 2010  | Mt. Lemmon Survey    |
| 387006 - | 2012 RH12                | 18 luglio 2006    | Siding Spring Survey |
| 387007 - | 2012 RK12                | 7 dicembre 2005   | Spacewatch           |
| 387008 - | 2012 RW12                | 25 ottobre 2008   | CSS                  |
| 387009 - | 2012 RX13                | 14 febbraio 2005  | Spacewatch           |
| 387010 - | 2012 RP16                | 8 marzo 2006      | Spacewatch           |
| 387011 - | 2012 RS17                | 26 maggio 2011    | Spacewatch           |
| 387012 - | 2012 RR18                | 31 gennaio 2006   | Mt. Lemmon Survey    |
| 387013 - | 2012 RB23                | 30 ottobre 2008   | Spacewatch           |
| 387014 - | 2012 RH23                | 16 gennaio 2004   | Spacewatch           |
| 387015 - | 2012 RW24                | 10 settembre 2001 | LINEAR               |
| 387016 - | 2012 RB28                | 18 settembre 2003 | LINEAR               |
| 387017 - | 2012 RM33                | 16 settembre 2003 | Spacewatch           |
| 387018 - | 2012 RR33                | 10 marzo 2007     | Spacewatch           |
| 387019 - | 2012 RO34                | 15 settembre 2007 | Spacewatch           |
| 387020 - | 2012 RZ38                | 30 giugno 2008    | Spacewatch           |
| 387021 - | 2012 RM41                | 24 febbraio 2006  | Spacewatch           |
| 387022 - | 2012 SS                  | 14 febbraio 2010  | Mt. Lemmon Survey    |
| 387023 - | 2012 SM3                 | 30 settembre 2006 | Mt. Lemmon Survey    |
| 387024 - | 2012 SG7                 | 12 marzo 2005     | Spacewatch           |
| 387025 - | 2012 SY7                 | 10 settembre 2007 | Mt. Lemmon Survey    |
| 387026 - | 2012 SW9                 | 24 settembre 2008 | CSS                  |
| 387027 - | 2012 SA10                | 24 ottobre 2008   | Spacewatch           |
| 387028 - | 2012 SP10                | 17 ottobre 2010   | Mt. Lemmon Survey    |
| 387029 - | 2012 SN15                | 31 marzo 2003     | LONEOS               |
| 387030 - | 2012 SS15                | 13 gennaio 2005   | Spacewatch           |
| 387031 - | 2012 SP16                | 1º ottobre 2003   | Spacewatch           |
| 387032 - | 2012 SG28                | 9 ottobre 2004    | Spacewatch           |
| 387033 - | 2012 SO32                | 8 ottobre 2007    | CSS                  |
| 387034 - | 2012 SD38                | 1º ottobre 2008   | Mt. Lemmon Survey    |
| 387035 - | 2012 SS46                | 14 settembre 1999 | Spacewatch           |
| 387036 - | 2012 SU53                | 16 dicembre 2004  | Spacewatch           |
| 387037 - | 2012 SJ54                | 13 novembre 2007  | Mt. Lemmon Survey    |
| 387038 - | 2012 SU57                | 5 settembre 1999  | LONEOS               |
| 387039 - | 2012 SO64                | 6 novembre 2008   | Mt. Lemmon Survey    |
| 387040 - | 2012 SF66                | 9 ottobre 2007    | CSS                  |
| 387041 - | 2012 TF6                 | 22 settembre 2008 | Mt. Lemmon Survey    |
| 387042 - | 2012 TK7                 | 20 dicembre 2007  | Spacewatch           |
| 387043 - | 2012 TS7                 | 9 settembre 2007  | Spacewatch           |
| 387044 - | 2012 TV8                 | 10 marzo 2005     | Mt. Lemmon Survey    |
| 387045 - | 2012 TO10                | 9 novembre 2007   | Spacewatch           |
| 387046 - | 2012 TO11                | 15 aprile 1997    | Spacewatch           |
| 387047 - | 2012 TD16                | 24 marzo 2006     | Spacewatch           |
| 387048 - | 2012 TH17                | 24 agosto 2008    | Spacewatch           |
| 387049 - | 2012 TD18                | 23 novembre 2009  | Spacewatch           |
| 387050 - | 2012 TO19                | 1º dicembre 2003  | Spacewatch           |
| 387051 - | 2012 TU20                | 6 novembre 2008   | Spacewatch           |
| 387052 - | 2012 TC23                | 18 ottobre 2003   | Spacewatch           |
| 387053 - | 2012 TL23                | 2 novembre 2008   | Mt. Lemmon Survey    |
| 387054 - | 2012 TL29                | 24 aprile 2006    | Spacewatch           |
| 387055 - | 2012 TA31                | 11 settembre 2001 | Spacewatch           |
| 387056 - | 2012 TU31                | 27 settembre 2003 | Spacewatch           |
| 387057 - | 2012 TH32                | 11 settembre 2007 | Mt. Lemmon Survey    |
| 387058 - | 2012 TB37                | 17 marzo 2005     | Spacewatch           |
| 387059 - | 2012 TX48                | 18 settembre 2003 | Spacewatch           |
| 387060 - | 2012 TH49                | 9 marzo 1997      | Spacewatch           |
| 387061 - | 2012 TN50                | 14 settembre 2007 | Mt. Lemmon Survey    |
| 387062 - | 2012 TQ54                | 29 ottobre 2008   | Spacewatch           |
| 387063 - | 2012 TV54                | 11 dicembre 2004  | CINEOS               |
| 387064 - | 2012 TE55                | 19 settembre 2001 | LINEAR               |
| 387065 - | 2012 TZ55                | 21 agosto 2007    | LONEOS               |
| 387066 - | 2012 TO59                | 15 marzo 2007     | Mt. Lemmon Survey    |
| 387067 - | 2012 TC71                | 9 febbraio 2005   | Mt. Lemmon Survey    |
| 387068 - | 2012 TT71                | 10 agosto 2007    | Spacewatch           |
| 387069 - | 2012 TO73                | 20 ottobre 2008   | Spacewatch           |
| 387070 - | 2012 TZ81                | 1º ottobre 2003   | Spacewatch           |
| 387071 - | 2012 TA85                | 10 agosto 2007    | Spacewatch           |
| 387072 - | 2012 TL86                | 10 settembre 2007 | Mt. Lemmon Survey    |
| 387073 - | 2012 TY87                | 27 ottobre 2008   | Spacewatch           |
| 387074 - | 2012 TF90                | 7 settembre 2004  | Spacewatch           |
| 387075 - | 2012 TX90                | 25 ottobre 2008   | Mt. Lemmon Survey    |
| 387076 - | 2012 TX91                | 15 ottobre 2007   | Mt. Lemmon Survey    |
| 387077 - | 2012 TU92                | 17 novembre 2009  | Spacewatch           |
| 387078 - | 2012 TZ94                | 21 gennaio 1996   | Spacewatch           |
| 387079 - | 2012 TM95                | 4 settembre 2008  | Spacewatch           |
| 387080 - | 2012 TA96                | 11 settembre 2007 | Spacewatch           |
| 387081 - | 2012 TD96                | 21 ottobre 2003   | Spacewatch           |
| 387082 - | 2012 TJ97                | 20 settembre 2001 | Spacewatch           |
| 387083 - | 2012 TL97                | 1º ottobre 2003   | Spacewatch           |
| 387084 - | 2012 TJ98                | 19 novembre 2003  | Spacewatch           |
| 387085 - | 2012 TN99                | 17 settembre 2006 | LONEOS               |
| 387086 - | 2012 TP101               | 23 ottobre 2003   | Spacewatch           |
| 387087 - | 2012 TL103               | 19 gennaio 2005   | Spacewatch           |
| 387088 - | 2012 TB105               | 9 marzo 2005      | Mt. Lemmon Survey    |
| 387089 - | 2012 TF108               | 19 ottobre 2003   | Spacewatch           |
| 387090 - | 2012 TZ109               | 23 settembre 1995 | Spacewatch           |
| 387091 - | 2012 TS110               | 1º maggio 2006    | Spacewatch           |
| 387092 - | 2012 TW115               | 1º novembre 2008  | Mt. Lemmon Survey    |
| 387093 - | 2012 TR123               | 14 febbraio 2005  | Spacewatch           |
| 387094 - | 2012 TF126               | 20 dicembre 2004  | Mt. Lemmon Survey    |
| 387095 - | 2012 TZ126               | 16 dicembre 2004  | LONEOS               |
| 387096 - | 2012 TE127               | 17 settembre 2003 | Spacewatch           |
| 387097 - | 2012 TH128               | 15 giugno 2007    | Spacewatch           |
| 387098 - | 2012 TX128               | 15 novembre 2003  | Spacewatch           |
| 387099 - | 2012 TM131               | 29 agosto 2006    | Spacewatch           |
| 387100 - | 2012 TN133               | 15 marzo 2004     | LINEAR               |

## 387101-387200
| Nome     | Designazione provvisoria | Data di scoperta  | Scopritore        |
| -------- | ------------------------ | ----------------- | ----------------- |
| 387101 - | 2012 TE134               | 22 aprile 2007    | Spacewatch        |
| 387102 - | 2012 TR135               | 12 settembre 2007 | Spacewatch        |
| 387103 - | 2012 TS138               | 19 settembre 2003 | Spacewatch        |
| 387104 - | 2012 TW138               | 19 settembre 2001 | LINEAR            |
| 387105 - | 2012 TQ142               | 17 agosto 1999    | Spacewatch        |
| 387106 - | 2012 TW143               | 7 settembre 2004  | Spacewatch        |
| 387107 - | 2012 TC150               | 23 agosto 2007    | Spacewatch        |
| 387108 - | 2012 TE150               | 28 settembre 2006 | Spacewatch        |
| 387109 - | 2012 TM151               | 5 settembre 1996  | Spacewatch        |
| 387110 - | 2012 TW152               | 10 settembre 2007 | Spacewatch        |
| 387111 - | 2012 TT153               | 23 novembre 2008  | Spacewatch        |
| 387112 - | 2012 TW153               | 9 marzo 2005      | Mt. Lemmon Survey |
| 387113 - | 2012 TP155               | 9 aprile 2005     | Mt. Lemmon Survey |
| 387114 - | 2012 TB161               | 1º novembre 2008  | Mt. Lemmon Survey |
| 387115 - | 2012 TF166               | 4 maggio 2006     | Spacewatch        |
| 387116 - | 2012 TF167               | 19 dicembre 2004  | Mt. Lemmon Survey |
| 387117 - | 2012 TF168               | 19 agosto 2006    | Spacewatch        |
| 387118 - | 2012 TN168               | 8 novembre 2008   | Mt. Lemmon Survey |
| 387119 - | 2012 TO168               | 6 febbraio 1997   | Spacewatch        |
| 387120 - | 2012 TB169               | 18 settembre 2006 | CSS               |
| 387121 - | 2012 TN175               | 3 febbraio 2000   | Spacewatch        |
| 387122 - | 2012 TG179               | 10 settembre 2004 | LINEAR            |
| 387123 - | 2012 TK183               | 13 aprile 2004    | Spacewatch        |
| 387124 - | 2012 TC184               | 6 aprile 2005     | Spacewatch        |
| 387125 - | 2012 TK184               | 27 ottobre 2003   | Spacewatch        |
| 387126 - | 2012 TQ184               | 8 novembre 2007   | Mt. Lemmon Survey |
| 387127 - | 2012 TQ186               | 14 novembre 2007  | Spacewatch        |
| 387128 - | 2012 TA190               | 11 dicembre 2001  | LINEAR            |
| 387129 - | 2012 TF190               | 27 settembre 2003 | Spacewatch        |
| 387130 - | 2012 TT190               | 16 gennaio 2009   | Mt. Lemmon Survey |
| 387131 - | 2012 TX191               | 31 luglio 2008    | Spacewatch        |
| 387132 - | 2012 TB194               | 5 dicembre 2005   | Spacewatch        |
| 387133 - | 2012 TV194               | 19 novembre 2007  | Spacewatch        |
| 387134 - | 2012 TE195               | 24 marzo 2006     | Mt. Lemmon Survey |
| 387135 - | 2012 TC196               | 8 gennaio 2006    | Mt. Lemmon Survey |
| 387136 - | 2012 TF198               | 2 ottobre 2003    | Spacewatch        |
| 387137 - | 2012 TB199               | 12 aprile 2004    | Spacewatch        |
| 387138 - | 2012 TM199               | 9 ottobre 2007    | Mt. Lemmon Survey |
| 387139 - | 2012 TS199               | 20 novembre 2003  | Spacewatch        |
| 387140 - | 2012 TZ199               | 20 novembre 2001  | LINEAR            |
| 387141 - | 2012 TD201               | 22 ottobre 2003   | Spacewatch        |
| 387142 - | 2012 TJ205               | 29 dicembre 2008  | Mt. Lemmon Survey |
| 387143 - | 2012 TG207               | 1º ottobre 2003   | Spacewatch        |
| 387144 - | 2012 TZ209               | 14 febbraio 2005  | CSS               |
| 387145 - | 2012 TD214               | 29 aprile 2000    | LINEAR            |
| 387146 - | 2012 TL216               | 10 novembre 2004  | Spacewatch        |
| 387147 - | 2012 TP220               | 10 settembre 2007 | Spacewatch        |
| 387148 - | 2012 TK223               | 8 novembre 2008   | Mt. Lemmon Survey |
| 387149 - | 2012 TV225               | 8 novembre 2008   | Spacewatch        |
| 387150 - | 2012 TA232               | 21 aprile 2003    | Spacewatch        |
| 387151 - | 2012 TS232               | 16 ottobre 2003   | LONEOS            |
| 387152 - | 2012 TF233               | 2 novembre 2008   | Mt. Lemmon Survey |
| 387153 - | 2012 TP233               | 23 gennaio 2006   | Spacewatch        |
| 387154 - | 2012 TS234               | 18 dicembre 2004  | Mt. Lemmon Survey |
| 387155 - | 2012 TK235               | 16 gennaio 2005   | Spacewatch        |
| 387156 - | 2012 TR240               | 1º dicembre 2005  | Spacewatch        |
| 387157 - | 2012 TS240               | 20 ottobre 2003   | Spacewatch        |
| 387158 - | 2012 TB242               | 4 febbraio 2005   | Spacewatch        |
| 387159 - | 2012 TJ242               | 21 settembre 2008 | Spacewatch        |
| 387160 - | 2012 TX242               | 8 marzo 2005      | Mt. Lemmon Survey |
| 387161 - | 2012 TY243               | 20 novembre 2001  | LINEAR            |
| 387162 - | 2012 TN244               | 25 febbraio 2007  | Mt. Lemmon Survey |
| 387163 - | 2012 TE245               | 14 settembre 2012 | CSS               |
| 387164 - | 2012 TR245               | 27 marzo 2004     | Spacewatch        |
| 387165 - | 2012 TN247               | 15 settembre 2006 | Spacewatch        |
| 387166 - | 2012 TZ249               | 27 gennaio 2000   | Spacewatch        |
| 387167 - | 2012 TD251               | 19 novembre 2007  | Spacewatch        |
| 387168 - | 2012 TL254               | 3 febbraio 2009   | Mt. Lemmon Survey |
| 387169 - | 2012 TO255               | 22 ottobre 2008   | Spacewatch        |
| 387170 - | 2012 TW256               | 30 ottobre 2005   | Mt. Lemmon Survey |
| 387171 - | 2012 TZ256               | 12 maggio 2004    | LONEOS            |
| 387172 - | 2012 TE257               | 15 febbraio 2010  | WISE              |
| 387173 - | 2012 TG257               | 30 gennaio 2009   | Spacewatch        |
| 387174 - | 2012 TU257               | 20 dicembre 2007  | Spacewatch        |
| 387175 - | 2012 TV259               | 8 febbraio 2010   | Spacewatch        |
| 387176 - | 2012 TX260               | 30 dicembre 2000  | Spacewatch        |
| 387177 - | 2012 TY262               | 21 dicembre 2008  | Mt. Lemmon Survey |
| 387178 - | 2012 TJ264               | 15 ottobre 2007   | Spacewatch        |
| 387179 - | 2012 TU264               | 9 marzo 2005      | Mt. Lemmon Survey |
| 387180 - | 2012 TD267               | 13 settembre 2007 | Mt. Lemmon Survey |
| 387181 - | 2012 TJ272               | 27 settembre 2003 | Spacewatch        |
| 387182 - | 2012 TH274               | 13 marzo 2007     | Spacewatch        |
| 387183 - | 2012 TJ274               | 3 marzo 2005      | Spacewatch        |
| 387184 - | 2012 TN275               | 19 febbraio 2009  | Spacewatch        |
| 387185 - | 2012 TD278               | 28 agosto 2006    | Spacewatch        |
| 387186 - | 2012 TD281               | 10 settembre 2007 | Spacewatch        |
| 387187 - | 2012 TD285               | 14 settembre 2007 | Spacewatch        |
| 387188 - | 2012 TJ285               | 19 novembre 2007  | Mt. Lemmon Survey |
| 387189 - | 2012 TV285               | 1º marzo 2009     | Spacewatch        |
| 387190 - | 2012 TF286               | 31 maggio 1997    | Spacewatch        |
| 387191 - | 2012 TK286               | 26 settembre 1995 | Spacewatch        |
| 387192 - | 2012 TR286               | 1º dicembre 2003  | Spacewatch        |
| 387193 - | 2012 TA290               | 12 settembre 2007 | LONEOS            |
| 387194 - | 2012 TB295               | 17 novembre 2001  | LINEAR            |
| 387195 - | 2012 TA298               | 7 novembre 2008   | Mt. Lemmon Survey |
| 387196 - | 2012 TC303               | 19 dicembre 2007  | Mt. Lemmon Survey |
| 387197 - | 2012 TK303               | 17 novembre 1995  | Spacewatch        |
| 387198 - | 2012 TJ304               | 14 dicembre 2001  | LINEAR            |
| 387199 - | 2012 TF305               | 3 febbraio 2009   | Mt. Lemmon Survey |
| 387200 - | 2012 TJ306               | 8 novembre 2008   | Mt. Lemmon Survey |

## 387201-387300
| Nome     | Designazione provvisoria | Data di scoperta  | Scopritore        |
| -------- | ------------------------ | ----------------- | ----------------- |
| 387201 - | 2012 TL307               | 14 ottobre 2001   | Spacewatch        |
| 387202 - | 2012 TV307               | 19 agosto 2006    | Spacewatch        |
| 387203 - | 2012 TP309               | 3 marzo 2005      | CSS               |
| 387204 - | 2012 TO311               | 10 ottobre 2005   | LONEOS            |
| 387205 - | 2012 TX311               | 25 aprile 2007    | Mt. Lemmon Survey |
| 387206 - | 2012 TM313               | 19 ottobre 2007   | LINEAR            |
| 387207 - | 2012 TP313               | 29 marzo 2001     | Spacewatch        |
| 387208 - | 2012 TV313               | 1º ottobre 2003   | LONEOS            |
| 387209 - | 2012 TR317               | 4 ottobre 2007    | CSS               |
| 387210 - | 2012 TU317               | 19 settembre 1995 | Spacewatch        |
| 387211 - | 2012 TV317               | 21 agosto 2006    | Spacewatch        |
| 387212 - | 2012 TX317               | 19 settembre 2006 | LONEOS            |
| 387213 - | 2012 TD318               | 14 settembre 2006 | CSS               |
| 387214 - | 2012 TX321               | 3 febbraio 1997   | Spacewatch        |
| 387215 - | 2012 UK1                 | 9 ottobre 2008    | Mt. Lemmon Survey |
| 387216 - | 2012 UQ3                 | 10 marzo 2007     | Spacewatch        |
| 387217 - | 2012 US3                 | 26 giugno 2010    | WISE              |
| 387218 - | 2012 UX3                 | 30 novembre 2003  | Spacewatch        |
| 387219 - | 2012 UD9                 | 9 ottobre 2007    | Spacewatch        |
| 387220 - | 2012 UN14                | 24 ottobre 2005   | Spacewatch        |
| 387221 - | 2012 UU18                | 21 ottobre 2003   | Spacewatch        |
| 387222 - | 2012 UO30                | 3 settembre 2007  | CSS               |
| 387223 - | 2012 UQ30                | 14 marzo 2010     | Spacewatch        |
| 387224 - | 2012 UV30                | 15 novembre 2003  | Spacewatch        |
| 387225 - | 2012 UP31                | 22 novembre 2008  | LINEAR            |
| 387226 - | 2012 UD33                | 15 settembre 2007 | Mt. Lemmon Survey |
| 387227 - | 2012 UU33                | 14 giugno 2007    | Spacewatch        |
| 387228 - | 2012 UU35                | 5 febbraio 2009   | Spacewatch        |
| 387229 - | 2012 UW38                | 9 marzo 2005      | Mt. Lemmon Survey |
| 387230 - | 2012 UL39                | 8 maggio 2011     | CSS               |
| 387231 - | 2012 UM39                | 15 gennaio 2005   | Spacewatch        |
| 387232 - | 2012 UL40                | 19 novembre 2003  | Spacewatch        |
| 387233 - | 2012 US41                | 14 ottobre 2001   | Spacewatch        |
| 387234 - | 2012 UX44                | 6 maggio 2006     | Mt. Lemmon Survey |
| 387235 - | 2012 UJ45                | 18 settembre 2003 | Spacewatch        |
| 387236 - | 2012 UU45                | 31 gennaio 2006   | Spacewatch        |
| 387237 - | 2012 UV45                | 9 febbraio 2005   | Mt. Lemmon Survey |
| 387238 - | 2012 UY47                | 12 aprile 2010    | Mt. Lemmon Survey |
| 387239 - | 2012 UE48                | 24 novembre 2008  | Spacewatch        |
| 387240 - | 2012 UD51                | 3 marzo 2009      | Spacewatch        |
| 387241 - | 2012 UQ56                | 16 settembre 2003 | Spacewatch        |
| 387242 - | 2012 UU56                | 15 settembre 2007 | Mt. Lemmon Survey |
| 387243 - | 2012 UK58                | 28 agosto 2006    | Spacewatch        |
| 387244 - | 2012 UF61                | 3 dicembre 2007   | Spacewatch        |
| 387245 - | 2012 UR63                | 26 ottobre 2008   | Mt. Lemmon Survey |
| 387246 - | 2012 UG69                | 21 ottobre 1995   | Spacewatch        |
| 387247 - | 2012 UN70                | 10 settembre 2007 | CSS               |
| 387248 - | 2012 UE76                | 13 settembre 2007 | Mt. Lemmon Survey |
| 387249 - | 2012 UY79                | 22 ottobre 2005   | Spacewatch        |
| 387250 - | 2012 UJ84                | 2 maggio 1997     | Spacewatch        |
| 387251 - | 2012 UU87                | 8 novembre 2007   | Spacewatch        |
| 387252 - | 2012 UY87                | 14 ottobre 1998   | ODAS              |
| 387253 - | 2012 UZ87                | 17 settembre 2006 | Spacewatch        |
| 387254 - | 2012 UD88                | 23 settembre 2001 | Spacewatch        |
| 387255 - | 2012 UM95                | 17 settembre 2003 | Spacewatch        |
| 387256 - | 2012 US95                | 12 dicembre 2004  | Spacewatch        |
| 387257 - | 2012 UJ96                | 24 ottobre 1995   | Spacewatch        |
| 387258 - | 2012 UN98                | 9 settembre 2008  | Mt. Lemmon Survey |
| 387259 - | 2012 UZ98                | 24 ottobre 2003   | Spacewatch        |
| 387260 - | 2012 UM99                | 15 settembre 2007 | Spacewatch        |
| 387261 - | 2012 US100               | 18 marzo 2010     | Mt. Lemmon Survey |
| 387262 - | 2012 UC102               | 27 aprile 2001    | Spacewatch        |
| 387263 - | 2012 UA104               | 17 marzo 2005     | Mt. Lemmon Survey |
| 387264 - | 2012 UD106               | 15 ottobre 1995   | Spacewatch        |
| 387265 - | 2012 UE106               | 12 aprile 2004    | Spacewatch        |
| 387266 - | 2012 UQ106               | 1º marzo 2009     | Spacewatch        |
| 387267 - | 2012 UT106               | 8 ottobre 2012    | Mt. Lemmon Survey |
| 387268 - | 2012 UW109               | 29 settembre 2008 | Mt. Lemmon Survey |
| 387269 - | 2012 UZ109               | 30 aprile 2004    | Spacewatch        |
| 387270 - | 2012 UP111               | 19 dicembre 2003  | Spacewatch        |
| 387271 - | 2012 UJ117               | 19 novembre 2003  | Spacewatch        |
| 387272 - | 2012 UB118               | 13 febbraio 2007  | Mt. Lemmon Survey |
| 387273 - | 2012 UD118               | 10 agosto 2007    | Spacewatch        |
| 387274 - | 2012 UV120               | 15 settembre 2006 | Spacewatch        |
| 387275 - | 2012 UF121               | 5 luglio 2005     | Mt. Lemmon Survey |
| 387276 - | 2012 UV122               | 4 ottobre 2004    | Spacewatch        |
| 387277 - | 2012 UN123               | 21 ottobre 2003   | Spacewatch        |
| 387278 - | 2012 UR124               | 18 novembre 1995  | Spacewatch        |
| 387279 - | 2012 UW132               | 14 settembre 2006 | CSS               |
| 387280 - | 2012 UH133               | 23 gennaio 2006   | Spacewatch        |
| 387281 - | 2012 UX139               | 30 gennaio 2009   | Mt. Lemmon Survey |
| 387282 - | 2012 UU140               | 2 febbraio 2006   | Mt. Lemmon Survey |
| 387283 - | 2012 UM151               | 26 settembre 2006 | Spacewatch        |
| 387284 - | 2012 UY151               | 4 gennaio 2000    | Spacewatch        |
| 387285 - | 2012 UB153               | 3 dicembre 2007   | Spacewatch        |
| 387286 - | 2012 UX153               | 14 novembre 2007  | Mt. Lemmon Survey |
| 387287 - | 2012 UM159               | 25 ottobre 2003   | Spacewatch        |
| 387288 - | 2012 US160               | 4 marzo 2005      | Mt. Lemmon Survey |
| 387289 - | 2012 UP162               | 8 novembre 1996   | Spacewatch        |
| 387290 - | 2012 UR166               | 6 novembre 2005   | LINEAR            |
| 387291 - | 2012 UT167               | 17 febbraio 2010  | CSS               |
| 387292 - | 2012 UY167               | 29 settembre 2003 | LONEOS            |
| 387293 - | 2012 UY171               | 15 settembre 2004 | Spacewatch        |
| 387294 - | 2012 UL175               | 3 novembre 2007   | Mt. Lemmon Survey |
| 387295 - | 2012 UG176               | 16 marzo 2007     | Mt. Lemmon Survey |
| 387296 - | 2012 VX2                 | 11 aprile 2010    | Mt. Lemmon Survey |
| 387297 - | 2012 VY3                 | 4 settembre 2007  | CSS               |
| 387298 - | 2012 VC4                 | 27 ottobre 2008   | Mt. Lemmon Survey |
| 387299 - | 2012 VX7                 | 11 marzo 2005     | Mt. Lemmon Survey |
| 387300 - | 2012 VH8                 | 13 settembre 2007 | Mt. Lemmon Survey |

## 387301-387400
| Nome     | Designazione provvisoria | Data di scoperta  | Scopritore        |
| -------- | ------------------------ | ----------------- | ----------------- |
| 387301 - | 2012 VW15                | 18 dicembre 2001  | LINEAR            |
| 387302 - | 2012 VK20                | 23 marzo 2004     | LINEAR            |
| 387303 - | 2012 VP28                | 17 ottobre 2003   | Spacewatch        |
| 387304 - | 2012 VF34                | 20 marzo 2010     | Mt. Lemmon Survey |
| 387305 - | 2012 VS37                | 28 agosto 2006    | Spacewatch        |
| 387306 - | 2012 VX40                | 29 agosto 2006    | Spacewatch        |
| 387307 - | 2012 VG47                | 15 settembre 2007 | Mt. Lemmon Survey |
| 387308 - | 2012 VK52                | 12 gennaio 1996   | Spacewatch        |
| 387309 - | 2012 VG57                | 7 maggio 2005     | Mt. Lemmon Survey |
| 387310 - | 2012 VO57                | 2 febbraio 2005   | Spacewatch        |
| 387311 - | 2012 VV57                | 11 marzo 1996     | Spacewatch        |
| 387312 - | 2012 VD58                | 16 ottobre 2006   | CSS               |
| 387313 - | 2012 VC61                | 21 novembre 2003  | LINEAR            |
| 387314 - | 2012 VY61                | 2 aprile 2005     | Spacewatch        |
| 387315 - | 2012 VB62                | 12 maggio 2011    | Mt. Lemmon Survey |
| 387316 - | 2012 VG67                | 7 aprile 2010     | Spacewatch        |
| 387317 - | 2012 VM68                | 15 settembre 1998 | Spacewatch        |
| 387318 - | 2012 VH69                | 13 ottobre 2007   | Mt. Lemmon Survey |
| 387319 - | 2012 VX71                | 11 novembre 2007  | Mt. Lemmon Survey |
| 387320 - | 2012 VG72                | 22 febbraio 2009  | Spacewatch        |
| 387321 - | 2012 VQ72                | 1º marzo 2009     | Spacewatch        |
| 387322 - | 2012 VH73                | 15 ottobre 2007   | Mt. Lemmon Survey |
| 387323 - | 2012 VG74                | 6 aprile 2005     | Mt. Lemmon Survey |
| 387324 - | 2012 VT74                | 4 dicembre 2007   | Spacewatch        |
| 387325 - | 2012 VA79                | 15 ottobre 2007   | CSS               |
| 387326 - | 2012 VJ79                | 27 ottobre 2005   | Mt. Lemmon Survey |
| 387327 - | 2012 VB81                | 9 febbraio 2002   | Spacewatch        |
| 387328 - | 2012 VU82                | 4 ottobre 2006    | Mt. Lemmon Survey |
| 387329 - | 2012 VS84                | 21 ottobre 2001   | LINEAR            |
| 387330 - | 2012 VO89                | 6 novembre 2007   | Spacewatch        |
| 387331 - | 2012 VV89                | 27 settembre 2006 | Spacewatch        |
| 387332 - | 2012 VA92                | 5 dicembre 2007   | Spacewatch        |
| 387333 - | 2012 VK96                | 12 ottobre 1998   | Spacewatch        |
| 387334 - | 2012 VL97                | 10 dicembre 2005  | Spacewatch        |
| 387335 - | 2012 VY98                | 23 novembre 2008  | Spacewatch        |
| 387336 - | 2012 VY100               | 17 novembre 2007  | Spacewatch        |
| 387337 - | 2012 VG103               | 21 ottobre 2006   | Mt. Lemmon Survey |
| 387338 - | 2012 VN105               | 8 novembre 2008   | Mt. Lemmon Survey |
| 387339 - | 2012 VS108               | 15 settembre 2006 | Spacewatch        |
| 387340 - | 2012 WV5                 | 24 ottobre 2008   | Mt. Lemmon Survey |
| 387341 - | 2012 WO6                 | 17 novembre 2004  | CINEOS            |
| 387342 - | 2012 WX7                 | 10 luglio 2005    | Spacewatch        |
| 387343 - | 2012 WU10                | 19 aprile 2004    | Spacewatch        |
| 387344 - | 2012 WB11                | 26 marzo 1995     | Spacewatch        |
| 387345 - | 2012 WG11                | 2 febbraio 2005   | Spacewatch        |
| 387346 - | 2012 WX12                | 24 febbraio 2009  | Mt. Lemmon Survey |
| 387347 - | 2012 WH13                | 26 maggio 2007    | Mt. Lemmon Survey |
| 387348 - | 2012 WY20                | 13 marzo 2005     | Spacewatch        |
| 387349 - | 2012 WA32                | 11 giugno 2004    | Spacewatch        |
| 387350 - | 2012 WD32                | 21 agosto 2006    | Spacewatch        |
| 387351 - | 2012 XD2                 | 4 novembre 2004   | LONEOS            |
| 387352 - | 2012 XR4                 | 16 gennaio 2009   | Mt. Lemmon Survey |
| 387353 - | 2012 XV11                | 20 novembre 2006  | Spacewatch        |
| 387354 - | 2012 XY20                | 20 ottobre 2006   | Spacewatch        |
| 387355 - | 2012 XN21                | 21 ottobre 2001   | Spacewatch        |
| 387356 - | 2012 XT22                | 29 ottobre 2003   | Spacewatch        |
| 387357 - | 2012 XR24                | 4 dicembre 2007   | Mt. Lemmon Survey |
| 387358 - | 2012 XK26                | 14 dicembre 2001  | LINEAR            |
| 387359 - | 2012 XZ37                | 19 marzo 2009     | Spacewatch        |
| 387360 - | 2012 XS38                | 27 agosto 2006    | Spacewatch        |
| 387361 - | 2012 XO53                | 29 agosto 2006    | CSS               |
| 387362 - | 2012 XZ62                | 20 gennaio 2009   | Mt. Lemmon Survey |
| 387363 - | 2012 XE63                | 20 ottobre 2007   | Mt. Lemmon Survey |
| 387364 - | 2012 XG64                | 2 novembre 2007   | Mt. Lemmon Survey |
| 387365 - | 2012 XK64                | 25 settembre 2006 | CSS               |
| 387366 - | 2012 XG68                | 1º febbraio 2006  | Spacewatch        |
| 387367 - | 2012 XK84                | 20 dicembre 2004  | Mt. Lemmon Survey |
| 387368 - | 2012 XL84                | 21 agosto 2006    | Spacewatch        |
| 387369 - | 2012 XC94                | 19 ottobre 2007   | CSS               |
| 387370 - | 2012 XC100               | 18 dicembre 2001  | LINEAR            |
| 387371 - | 2012 XP110               | 29 maggio 2000    | Spacewatch        |
| 387372 - | 2012 XX113               | 11 settembre 2006 | CSS               |
| 387373 - | 2012 XO124               | 29 gennaio 1993   | Spacewatch        |
| 387374 - | 2012 XA129               | 21 dicembre 2008  | Mt. Lemmon Survey |
| 387375 - | 2012 XJ131               | 2 marzo 2006      | Mt. Lemmon Survey |
| 387376 - | 2012 XB137               | 12 novembre 2007  | Mt. Lemmon Survey |
| 387377 - | 2012 XY143               | 21 aprile 2006    | Spacewatch        |
| 387378 - | 2012 XP149               | 11 giugno 2010    | Mt. Lemmon Survey |
| 387379 - | 2012 XE153               | 25 aprile 2006    | Spacewatch        |
| 387380 - | 2012 XE155               | 25 novembre 1997  | Spacewatch        |
| 387381 - | 2013 AJ8                 | 21 settembre 2009 | Spacewatch        |
| 387382 - | 2013 AB41                | 12 febbraio 2002  | Spacewatch        |
| 387383 - | 2013 AQ41                | 20 settembre 2009 | Spacewatch        |
| 387384 - | 2013 AW57                | 23 marzo 2002     | Spacewatch        |
| 387385 - | 2013 AX98                | 31 dicembre 2000  | Spacewatch        |
| 387386 - | 2013 AZ107               | 29 luglio 2008    | Spacewatch        |
| 387387 - | 2013 AY125               | 7 dicembre 1999   | LINEAR            |
| 387388 - | 2013 AQ130               | 15 ottobre 2009   | CSS               |
| 387389 - | 2013 AV130               | 18 giugno 2006    | Spacewatch        |
| 387390 - | 2013 AG133               | 6 novembre 2010   | Mt. Lemmon Survey |
| 387391 - | 2013 AZ156               | 13 maggio 2005    | Spacewatch        |
| 387392 - | 2013 BB                  | 17 ottobre 2010   | Mt. Lemmon Survey |
| 387393 - | 2013 BF71                | 27 marzo 2003     | Spacewatch        |
| 387394 - | 2013 BX78                | 3 febbraio 2006   | Spacewatch        |
| 387395 - | 2013 CC202               | 26 gennaio 2006   | Mt. Lemmon Survey |
| 387396 - | 2013 GX42                | 17 settembre 2010 | Mt. Lemmon Survey |
| 387397 - | 2013 NZ18                | 13 novembre 2006  | CSS               |
| 387398 - | 2013 NP22                | 14 giugno 2007    | Spacewatch        |
| 387399 - | 2013 PR10                | 29 ottobre 2005   | CSS               |
| 387400 - | 2013 QZ2                 | 5 ottobre 2005    | CSS               |

## 387401-387500
| Nome     | Designazione provvisoria | Data di scoperta  | Scopritore                                                |
| -------- | ------------------------ | ----------------- | --------------------------------------------------------- |
| 387401 - | 2013 QC48                | 31 agosto 1998    | Spacewatch                                                |
| 387402 - | 2013 RU32                | 9 febbraio 2002   | Spacewatch                                                |
| 387403 - | 2013 RQ44                | 23 gennaio 2006   | Spacewatch                                                |
| 387404 - | 2013 RU85                | 3 ottobre 2003    | Spacewatch                                                |
| 387405 - | 2013 SJ25                | 21 settembre 2009 | CSS                                                       |
| 387406 - | 2013 SH33                | 24 settembre 2004 | LINEAR                                                    |
| 387407 - | 2013 SP52                | 21 ottobre 2008   | Spacewatch                                                |
| 387408 - | 2013 SH62                | 10 gennaio 2007   | Spacewatch                                                |
| 387409 - | 2013 TM3                 | 25 gennaio 2006   | Spacewatch                                                |
| 387410 - | 2013 TE12                | 9 ottobre 2004    | Spacewatch                                                |
| 387411 - | 2013 TN18                | 7 ottobre 2004    | Spacewatch                                                |
| 387412 - | 2013 TU39                | 6 ottobre 2004    | Spacewatch                                                |
| 387413 - | 2013 TA41                | 27 febbraio 2000  | Spacewatch                                                |
| 387414 - | 2013 TB123               | 21 aprile 2006    | Spacewatch                                                |
| 387415 - | 2013 TY131               | 30 novembre 2008  | Spacewatch                                                |
| 387416 - | 2013 TR138               | 9 settembre 2007  | Mt. Lemmon Survey                                         |
| 387417 - | 2013 TQ139               | 3 novembre 2004   | Spacewatch                                                |
| 387418 - | 2013 UN11                | 8 settembre 2007  | LONEOS                                                    |
| 387419 - | 2013 UD12                | 20 settembre 2000 | LINEAR                                                    |
| 387420 - | 2013 UF12                | 21 novembre 2003  | LINEAR                                                    |
| 387421 - | 2013 VP1                 | 25 novembre 2009  | Mt. Lemmon Survey                                         |
| 387422 - | 2013 VL16                | 6 novembre 2008   | Mt. Lemmon Survey                                         |
| 387423 - | 2013 VT16                | 1º ottobre 2003   | LONEOS                                                    |
| 387424 - | 2013 VS17                | 8 gennaio 2003    | LINEAR                                                    |
| 387425 - | 2013 VU17                | 22 gennaio 2006   | LONEOS                                                    |
| 387426 - | 2013 VJ20                | 29 giugno 2004    | Siding Spring Survey                                      |
| 387427 - | 2013 VV20                | 11 febbraio 2002  | LONEOS                                                    |
| 387428 - | 2013 VD21                | 15 settembre 2007 | Mt. Lemmon Survey                                         |
| 387429 - | 2013 WR2                 | 11 ottobre 2007   | CSS                                                       |
| 387430 - | 2013 WD3                 | 8 giugno 2005     | Spacewatch                                                |
| 387431 - | 2013 WF4                 | 8 dicembre 2005   | CSS                                                       |
| 387432 - | 2013 WU4                 | 24 gennaio 1998   | Spacewatch                                                |
| 387433 - | 2013 WP14                | 25 ottobre 2005   | Mt. Lemmon Survey                                         |
| 387434 - | 2013 WS30                | 3 settembre 2008  | Spacewatch                                                |
| 387435 - | 2013 WV32                | 5 dicembre 2008   | Mt. Lemmon Survey                                         |
| 387436 - | 2013 WB47                | 3 aprile 2008     | Mt. Lemmon Survey                                         |
| 387437 - | 2013 WO55                | 13 gennaio 2004   | Spacewatch                                                |
| 387438 - | 2013 WR55                | 2 marzo 2006      | Mt. Lemmon Survey                                         |
| 387439 - | 2013 WU55                | 16 settembre 2004 | Spacewatch                                                |
| 387440 - | 2013 WQ57                | 13 gennaio 2004   | Spacewatch                                                |
| 387441 - | 2013 WU57                | 9 maggio 2002     | LINEAR                                                    |
| 387442 - | 2013 WJ59                | 25 marzo 2007     | Mt. Lemmon Survey                                         |
| 387443 - | 2013 WP60                | 12 settembre 2007 | Mt. Lemmon Survey                                         |
| 387444 - | 2013 WU60                | 19 settembre 2009 | Spacewatch                                                |
| 387445 - | 2013 WV60                | 28 gennaio 2007   | Mt. Lemmon Survey                                         |
| 387446 - | 2013 WP61                | 10 dicembre 2004  | LINEAR                                                    |
| 387447 - | 2013 WA65                | 30 agosto 1998    | LONEOS                                                    |
| 387448 - | 2013 WZ65                | 28 maggio 2000    | LINEAR                                                    |
| 387449 - | 2013 WB66                | 10 novembre 2009  | Mt. Lemmon Survey                                         |
| 387450 - | 2013 WQ66                | 11 marzo 2005     | Mt. Lemmon Survey                                         |
| 387451 - | 2013 WS72                | 4 aprile 2005     | CSS                                                       |
| 387452 - | 2013 WN74                | 23 maggio 2003    | Spacewatch                                                |
| 387453 - | 2013 WX81                | 23 agosto 2004    | Spacewatch                                                |
| 387454 - | 2013 WS83                | 22 settembre 2009 | Spacewatch                                                |
| 387455 - | 2013 WF85                | 14 gennaio 2010   | Spacewatch                                                |
| 387456 - | 2013 WY85                | 24 settembre 2004 | Spacewatch                                                |
| 387457 - | 2013 WK97                | 2 novembre 2008   | Mt. Lemmon Survey                                         |
| 387458 - | 2013 WQ103               | 10 dicembre 2004  | LINEAR                                                    |
| 387459 - | 2013 WF106               | 13 gennaio 2008   | Spacewatch                                                |
| 387460 - | 2013 WQ107               | 27 ottobre 2005   | Spacewatch                                                |
| 387461 - | 2013 WM109               | 29 dicembre 2000  | Spacewatch                                                |
| 387462 - | 2013 XU                  | 10 dicembre 2004  | LINEAR                                                    |
| 387463 - | 2013 XH1                 | 5 aprile 2005     | Mt. Lemmon Survey                                         |
| 387464 - | 2013 XV4                 | 2 ottobre 2000    | LONEOS                                                    |
| 387465 - | 2013 XX10                | 12 settembre 2007 | Mt. Lemmon Survey                                         |
| 387466 - | 2013 XQ11                | 1º novembre 2000  | LINEAR                                                    |
| 387467 - | 2013 XE12                | 8 ottobre 2007    | Spacewatch                                                |
| 387468 - | 2013 XL13                | 10 novembre 2004  | Spacewatch                                                |
| 387469 - | 2013 XB23                | 6 novembre 2008   | CSS                                                       |
| 387470 - | 2013 XF23                | 30 agosto 2005    | Spacewatch                                                |
| 387471 - | 2013 XL23                | 12 dicembre 2004  | Spacewatch                                                |
| 387472 - | 2013 XQ23                | 30 novembre 2005  | Spacewatch                                                |
| 387473 - | 2013 XR23                | 2 luglio 2011     | Mt. Lemmon Survey                                         |
| 387474 - | 2013 YP4                 | 9 febbraio 2007   | Spacewatch                                                |
| 387475 - | 2013 YF10                | 23 gennaio 2006   | CSS                                                       |
| 387476 - | 2013 YS10                | 15 novembre 2006  | Mt. Lemmon Survey                                         |
| 387477 - | 2013 YG11                | 5 gennaio 2003    | LINEAR                                                    |
| 387478 - | 2013 YD12                | 29 luglio 2008    | Spacewatch                                                |
| 387479 - | 2013 YU14                | 26 gennaio 2007   | Spacewatch                                                |
| 387480 - | 2013 YC16                | 31 gennaio 2004   | Spacewatch                                                |
| 387481 - | 2013 YK16                | 9 dicembre 2004   | Spacewatch                                                |
| 387482 - | 2013 YF18                | 14 ottobre 2007   | CSS                                                       |
| 387483 - | 2013 YR52                | 2 gennaio 2003    | LINEAR                                                    |
| 387484 - | 2013 YH62                | 29 marzo 2000     | LINEAR                                                    |
| 387485 - | 2013 YS102               | 10 dicembre 2004  | LINEAR                                                    |
| 387486 - | 2013 YO106               | 16 giugno 2004    | Spacewatch                                                |
| 387487 - | 4169 T-3                 | 16 ottobre 1977   | van Houten, C. J., van Houten-Groeneveld, I., Gehrels, T. |
| 387488 - | 1994 AY13                | 12 gennaio 1994   | Spacewatch                                                |
| 387489 - | 1994 TC7                 | 4 ottobre 1994    | Spacewatch                                                |
| 387490 - | 1995 BG8                 | 29 gennaio 1995   | Spacewatch                                                |
| 387491 - | 1995 QK5                 | 22 agosto 1995    | Spacewatch                                                |
| 387492 - | 1995 SF26                | 19 settembre 1995 | Spacewatch                                                |
| 387493 - | 1995 SU42                | 25 settembre 1995 | Spacewatch                                                |
| 387494 - | 1995 SP58                | 23 settembre 1995 | Spacewatch                                                |
| 387495 - | 1995 SJ84                | 25 settembre 1995 | Spacewatch                                                |
| 387496 - | 1995 TJ4                 | 15 ottobre 1995   | Spacewatch                                                |
| 387497 - | 1995 UJ61                | 24 ottobre 1995   | Spacewatch                                                |
| 387498 - | 1995 VV2                 | 14 novembre 1995  | Spacewatch                                                |
| 387499 - | 1996 VF28                | 11 novembre 1996  | Spacewatch                                                |
| 387500 - | 1996 XY3                 | 4 dicembre 1996   | Spacewatch                                                |

## 387501-387600
| Nome     | Designazione provvisoria | Data di scoperta  | Scopritore               |
| -------- | ------------------------ | ----------------- | ------------------------ |
| 387501 - | 1996 XC17                | 14 novembre 1996  | Spacewatch               |
| 387502 - | 1997 CP22                | 3 febbraio 1997   | Spacewatch               |
| 387503 - | 1997 SC6                 | 23 settembre 1997 | Spacewatch               |
| 387504 - | 1998 DE7                 | 17 febbraio 1998  | Spacewatch               |
| 387505 - | 1998 KN3                 | 24 maggio 1998    | LINEAR                   |
| 387506 - | 1998 KQ5                 | 19 maggio 1998    | Spacewatch               |
| 387507 - | 1998 RF8                 | 12 settembre 1998 | Spacewatch               |
| 387508 - | 1998 TD1                 | 12 ottobre 1998   | Spacewatch               |
| 387509 - | 1998 TC26                | 14 ottobre 1998   | Spacewatch               |
| 387510 - | 1998 XW5                 | 26 novembre 1998  | Spacewatch               |
| 387511 - | 1999 AB20                | 13 gennaio 1999   | Spacewatch               |
| 387512 - | 1999 NR54                | 12 luglio 1999    | LINEAR                   |
| 387513 - | 1999 RN37                | 11 settembre 1999 | LINEAR                   |
| 387514 - | 1999 RM190               | 10 settembre 1999 | LINEAR                   |
| 387515 - | 1999 SL2                 | 18 settembre 1999 | Spacewatch               |
| 387516 - | 1999 TQ1                 | 1º ottobre 1999   | LONEOS                   |
| 387517 - | 1999 TH48                | 4 ottobre 1999    | Spacewatch               |
| 387518 - | 1999 TV128               | 5 settembre 1999  | LONEOS                   |
| 387519 - | 1999 TP131               | 6 ottobre 1999    | LINEAR                   |
| 387520 - | 1999 TN135               | 6 ottobre 1999    | LINEAR                   |
| 387521 - | 1999 UT30                | 31 ottobre 1999   | Spacewatch               |
| 387522 - | 1999 VL132               | 9 novembre 1999   | Spacewatch               |
| 387523 - | 1999 VH175               | 10 novembre 1999  | Spacewatch               |
| 387524 - | 1999 VF196               | 4 novembre 1999   | LONEOS                   |
| 387525 - | 1999 XA164               | 8 dicembre 1999   | LINEAR                   |
| 387526 - | 2000 AO162               | 4 gennaio 2000    | LINEAR                   |
| 387527 - | 2000 CF139               | 2 febbraio 2000   | Spacewatch               |
| 387528 - | 2000 CF149               | 12 febbraio 2000  | Sloan Digital Sky Survey |
| 387529 - | 2000 DN17                | 29 febbraio 2000  | LINEAR                   |
| 387530 - | 2000 DZ72                | 29 febbraio 2000  | LINEAR                   |
| 387531 - | 2000 FA14                | 29 marzo 2000     | Spacewatch               |
| 387532 - | 2000 FS14                | 29 marzo 2000     | LINEAR                   |
| 387533 - | 2000 FE74                | 29 marzo 2000     | Kitt Peak                |
| 387534 - | 2000 GX118               | 3 aprile 2000     | Spacewatch               |
| 387535 - | 2000 QJ129               | 31 agosto 2000    | LINEAR                   |
| 387536 - | 2000 QP154               | 31 agosto 2000    | LINEAR                   |
| 387537 - | 2000 QG197               | 29 agosto 2000    | LINEAR                   |
| 387538 - | 2000 SP208               | 25 settembre 2000 | LINEAR                   |
| 387539 - | 2000 SO348               | 20 settembre 2000 | LINEAR                   |
| 387540 - | 2000 UV63                | 25 ottobre 2000   | LINEAR                   |
| 387541 - | 2000 VN61                | 9 novembre 2000   | LINEAR                   |
| 387542 - | 2000 WA24                | 20 novembre 2000  | LINEAR                   |
| 387543 - | 2000 WL32                | 20 novembre 2000  | LINEAR                   |
| 387544 - | 2000 YV                  | 5 dicembre 2000   | LINEAR                   |
| 387545 - | 2001 AP46                | 15 gennaio 2001   | LINEAR                   |
| 387546 - | 2001 BZ3                 | 29 dicembre 2000  | LONEOS                   |
| 387547 - | 2001 BE5                 | 18 gennaio 2001   | LINEAR                   |
| 387548 - | 2001 BK6                 | 4 gennaio 2001    | LINEAR                   |
| 387549 - | 2001 BT18                | 19 gennaio 2001   | LINEAR                   |
| 387550 - | 2001 FT128               | 26 marzo 2001     | LINEAR                   |
| 387551 - | 2001 FR182               | 25 marzo 2001     | Buie, M. W.              |
| 387552 - | 2001 FS182               | 21 marzo 2001     | Spacewatch               |
| 387553 - | 2001 PY65                | 15 agosto 2001    | NEAT                     |
| 387554 - | 2001 QT69                | 17 agosto 2001    | LINEAR                   |
| 387555 - | 2001 QH85                | 19 agosto 2001    | LINEAR                   |
| 387556 - | 2001 QW99                | 22 agosto 2001    | LINEAR                   |
| 387557 - | 2001 RE14                | 10 settembre 2001 | LINEAR                   |
| 387558 - | 2001 RQ42                | 11 settembre 2001 | LINEAR                   |
| 387559 - | 2001 RQ52                | 12 settembre 2001 | LINEAR                   |
| 387560 - | 2001 RW123               | 12 settembre 2001 | LINEAR                   |
| 387561 - | 2001 SP7                 | 18 settembre 2001 | Spacewatch               |
| 387562 - | 2001 SL15                | 16 settembre 2001 | LINEAR                   |
| 387563 - | 2001 SE60                | 17 settembre 2001 | LINEAR                   |
| 387564 - | 2001 SB129               | 16 settembre 2001 | LINEAR                   |
| 387565 - | 2001 SL167               | 19 settembre 2001 | LINEAR                   |
| 387566 - | 2001 SY186               | 19 settembre 2001 | LINEAR                   |
| 387567 - | 2001 SJ252               | 19 settembre 2001 | LINEAR                   |
| 387568 - | 2001 SX263               | 23 agosto 2001    | LINEAR                   |
| 387569 - | 2001 SC285               | 22 settembre 2001 | Spacewatch               |
| 387570 - | 2001 SY292               | 16 settembre 2001 | LINEAR                   |
| 387571 - | 2001 SN332               | 19 settembre 2001 | Spacewatch               |
| 387572 - | 2001 SP344               | 21 settembre 2001 | LONEOS                   |
| 387573 - | 2001 TW4                 | 8 ottobre 2001    | NEAT                     |
| 387574 - | 2001 TN21                | 11 ottobre 2001   | LINEAR                   |
| 387575 - | 2001 TP95                | 14 ottobre 2001   | LINEAR                   |
| 387576 - | 2001 TT98                | 14 ottobre 2001   | LINEAR                   |
| 387577 - | 2001 TU142               | 10 ottobre 2001   | NEAT                     |
| 387578 - | 2001 TE177               | 14 ottobre 2001   | LINEAR                   |
| 387579 - | 2001 TV188               | 14 ottobre 2001   | LINEAR                   |
| 387580 - | 2001 TB200               | 11 ottobre 2001   | LINEAR                   |
| 387581 - | 2001 TV213               | 13 ottobre 2001   | NEAT                     |
| 387582 - | 2001 TM215               | 13 ottobre 2001   | NEAT                     |
| 387583 - | 2001 TV236               | 8 ottobre 2001    | NEAT                     |
| 387584 - | 2001 UM71                | 17 ottobre 2001   | Spacewatch               |
| 387585 - | 2001 UX81                | 20 ottobre 2001   | LINEAR                   |
| 387586 - | 2001 UF166               | 19 settembre 2001 | Spacewatch               |
| 387587 - | 2001 UV172               | 14 ottobre 2001   | Spacewatch               |
| 387588 - | 2001 UO209               | 17 settembre 1995 | Spacewatch               |
| 387589 - | 2001 UJ215               | 23 ottobre 2001   | LINEAR                   |
| 387590 - | 2001 VV10                | 10 novembre 2001  | LINEAR                   |
| 387591 - | 2001 VP127               | 11 novembre 2001  | Sloan Digital Sky Survey |
| 387592 - | 2001 WV21                | 18 novembre 2001  | LINEAR                   |
| 387593 - | 2001 WO37                | 17 novembre 2001  | LINEAR                   |
| 387594 - | 2001 XN78                | 17 novembre 2001  | LINEAR                   |
| 387595 - | 2001 XS82                | 11 dicembre 2001  | LINEAR                   |
| 387596 - | 2001 XZ129               | 14 dicembre 2001  | LINEAR                   |
| 387597 - | 2001 XK151               | 14 dicembre 2001  | LINEAR                   |
| 387598 - | 2001 XH161               | 14 dicembre 2001  | LINEAR                   |
| 387599 - | 2001 XF180               | 14 dicembre 2001  | LINEAR                   |
| 387600 - | 2001 XO245               | 9 novembre 2001   | LINEAR                   |

## 387601-387700
| Nome     | Designazione provvisoria | Data di scoperta  | Scopritore                     |
| -------- | ------------------------ | ----------------- | ------------------------------ |
| 387601 - | 2001 YB106               | 17 dicembre 2001  | LINEAR                         |
| 387602 - | 2002 AK195               | 13 gennaio 2002   | LINEAR                         |
| 387603 - | 2002 CJ110               | 7 febbraio 2002   | LINEAR                         |
| 387604 - | 2002 CX181               | 10 febbraio 2002  | LINEAR                         |
| 387605 - | 2002 CS207               | 10 febbraio 2002  | LINEAR                         |
| 387606 - | 2002 CT287               | 9 febbraio 2002   | Spacewatch                     |
| 387607 - | 2002 DD4                 | 22 febbraio 2002  | NEAT                           |
| 387608 - | 2002 EZ22                | 11 marzo 2002     | NEAT                           |
| 387609 - | 2002 EW32                | 11 marzo 2002     | NEAT                           |
| 387610 - | 2002 EM76                | 11 marzo 2002     | Spacewatch                     |
| 387611 - | 2002 EO76                | 11 marzo 2002     | Spacewatch                     |
| 387612 - | 2002 EP77                | 11 marzo 2002     | Spacewatch                     |
| 387613 - | 2002 EU82                | 13 marzo 2002     | NEAT                           |
| 387614 - | 2002 EC118               | 10 marzo 2002     | Spacewatch                     |
| 387615 - | 2002 EY118               | 10 marzo 2002     | Spacewatch                     |
| 387616 - | 2002 FS23                | 18 marzo 2002     | Spacewatch                     |
| 387617 - | 2002 GU24                | 13 aprile 2002    | Spacewatch                     |
| 387618 - | 2002 GJ48                | 4 aprile 2002     | NEAT                           |
| 387619 - | 2002 GD51                | 5 aprile 2002     | LONEOS                         |
| 387620 - | 2002 GC141               | 13 aprile 2002    | NEAT                           |
| 387621 - | 2002 GD179               | 13 aprile 2002    | NEAT                           |
| 387622 - | 2002 GR182               | 15 aprile 2002    | NEAT                           |
| 387623 - | 2002 HA18                | 30 aprile 2002    | NEAT                           |
| 387624 - | 2002 JR21                | 9 maggio 2002     | Yeung, W. K. Y.                |
| 387625 - | 2002 JD63                | 8 maggio 2002     | LINEAR                         |
| 387626 - | 2002 JJ121               | 5 maggio 2002     | NEAT                           |
| 387627 - | 2002 JN128               | 7 maggio 2002     | NEAT                           |
| 387628 - | 2002 NM8                 | 9 luglio 2002     | LINEAR                         |
| 387629 - | 2002 NP64                | 2 luglio 2002     | NEAT                           |
| 387630 - | 2002 OL17                | 18 luglio 2002    | LINEAR                         |
| 387631 - | 2002 PB11                | 2 agosto 2002     | Needville                      |
| 387632 - | 2002 PD40                | 9 agosto 2002     | LINEAR                         |
| 387633 - | 2002 PV64                | 3 agosto 2002     | CINEOS                         |
| 387634 - | 2002 PR68                | 6 agosto 2002     | NEAT                           |
| 387635 - | 2002 PA136               | 14 agosto 2002    | LINEAR                         |
| 387636 - | 2002 PR182               | 11 agosto 2002    | NEAT                           |
| 387637 - | 2002 PJ183               | 11 agosto 2002    | NEAT                           |
| 387638 - | 2002 PK193               | 15 agosto 2002    | NEAT                           |
| 387639 - | 2002 QL8                 | 19 agosto 2002    | NEAT                           |
| 387640 - | 2002 QK37                | 30 agosto 2002    | Spacewatch                     |
| 387641 - | 2002 QS67                | 30 agosto 2002    | NEAT                           |
| 387642 - | 2002 QJ79                | 16 agosto 2002    | NEAT                           |
| 387643 - | 2002 QC98                | 18 agosto 2002    | NEAT                           |
| 387644 - | 2002 QR106               | 30 agosto 2002    | NEAT                           |
| 387645 - | 2002 QY135               | 30 agosto 2002    | NEAT                           |
| 387646 - | 2002 QE138               | 17 agosto 2002    | NEAT                           |
| 387647 - | 2002 QN140               | 28 agosto 2002    | NEAT                           |
| 387648 - | 2002 RT25                | 4 settembre 2002  | NEAT                           |
| 387649 - | 2002 RW29                | 4 settembre 2002  | LONEOS                         |
| 387650 - | 2002 RN34                | 4 settembre 2002  | LONEOS                         |
| 387651 - | 2002 RG58                | 5 settembre 2002  | LONEOS                         |
| 387652 - | 2002 RH120               | 3 settembre 2002  | CINEOS                         |
| 387653 - | 2002 RO135               | 10 settembre 2002 | NEAT                           |
| 387654 - | 2002 RV147               | 11 settembre 2002 | NEAT                           |
| 387655 - | 2002 RS159               | 12 settembre 2002 | NEAT                           |
| 387656 - | 2002 RZ189               | 14 settembre 2002 | NEAT                           |
| 387657 - | 2002 RG207               | 14 settembre 2002 | NEAT                           |
| 387658 - | 2002 RX220               | 15 settembre 2002 | NEAT                           |
| 387659 - | 2002 RD233               | 15 settembre 2002 | Matson, R.                     |
| 387660 - | 2002 RF236               | 9 settembre 2002  | Matson, R.                     |
| 387661 - | 2002 RS240               | 10 settembre 2002 | Lowe, A.                       |
| 387662 - | 2002 RK254               | 14 settembre 2002 | NEAT                           |
| 387663 - | 2002 RV259               | 12 settembre 2002 | NEAT                           |
| 387664 - | 2002 RW267               | 13 settembre 2002 | NEAT                           |
| 387665 - | 2002 RG270               | 14 settembre 2002 | NEAT                           |
| 387666 - | 2002 RK271               | 4 settembre 2002  | NEAT                           |
| 387667 - | 2002 RB282               | 15 settembre 2002 | NEAT                           |
| 387668 - | 2002 SZ                  | 26 settembre 2002 | NEAT                           |
| 387669 - | 2002 SZ26                | 11 agosto 2002    | LINEAR                         |
| 387670 - | 2002 SL28                | 30 settembre 2002 | Pravec, P.                     |
| 387671 - | 2002 SU33                | 28 settembre 2002 | NEAT                           |
| 387672 - | 2002 SC43                | 28 settembre 2002 | NEAT                           |
| 387673 - | 2002 SB44                | 29 settembre 2002 | NEAT                           |
| 387674 - | 2002 SP67                | 16 settembre 2002 | NEAT                           |
| 387675 - | 2002 TO2                 | 1º ottobre 2002   | LONEOS                         |
| 387676 - | 2002 TG63                | 3 ottobre 2002    | CINEOS                         |
| 387677 - | 2002 TB87                | 3 ottobre 2002    | LINEAR                         |
| 387678 - | 2002 TK87                | 3 ottobre 2002    | LINEAR                         |
| 387679 - | 2002 TF88                | 3 ottobre 2002    | NEAT                           |
| 387680 - | 2002 TS129               | 4 ottobre 2002    | NEAT                           |
| 387681 - | 2002 TP135               | 4 ottobre 2002    | LINEAR                         |
| 387682 - | 2002 TY161               | 5 ottobre 2002    | NEAT                           |
| 387683 - | 2002 TH178               | 12 ottobre 2002   | LINEAR                         |
| 387684 - | 2002 TO270               | 9 ottobre 2002    | LINEAR                         |
| 387685 - | 2002 TU303               | 4 ottobre 2002    | Sloan Digital Sky Survey       |
| 387686 - | 2002 TK308               | 4 ottobre 2002    | Sloan Digital Sky Survey       |
| 387687 - | 2002 TW309               | 4 ottobre 2002    | Sloan Digital Sky Survey       |
| 387688 - | 2002 TP339               | 5 ottobre 2002    | Sloan Digital Sky Survey       |
| 387689 - | 2002 TB379               | 5 ottobre 2002    | NEAT                           |
| 387690 - | 2002 UD                  | 18 ottobre 2002   | NEAT                           |
| 387691 - | 2002 UV1                 | 28 ottobre 2002   | Juels, C. W., Holvorcem, P. R. |
| 387692 - | 2002 UK16                | 30 ottobre 2002   | NEAT                           |
| 387693 - | 2002 UT21                | 30 ottobre 2002   | NEAT                           |
| 387694 - | 2002 UL30                | 30 ottobre 2002   | Spacewatch                     |
| 387695 - | 2002 UT74                | 30 ottobre 2002   | NEAT                           |
| 387696 - | 2002 VU9                 | 1º novembre 2002  | NEAT                           |
| 387697 - | 2002 VG53                | 6 novembre 2002   | LINEAR                         |
| 387698 - | 2002 VG100               | 11 novembre 2002  | LINEAR                         |
| 387699 - | 2002 VA128               | 13 novembre 2002  | LINEAR                         |
| 387700 - | 2002 VE129               | 5 novembre 2002   | Spacewatch                     |

## 387701-387800
| Nome     | Designazione provvisoria | Data di scoperta  | Scopritore               |
| -------- | ------------------------ | ----------------- | ------------------------ |
| 387701 - | 2002 VB134               | 6 novembre 2002   | LINEAR                   |
| 387702 - | 2002 WH4                 | 24 novembre 2002  | NEAT                     |
| 387703 - | 2002 WG27                | 23 novembre 2002  | NEAT                     |
| 387704 - | 2002 XZ61                | 11 dicembre 2002  | LINEAR                   |
| 387705 - | 2002 XM119               | 10 dicembre 2002  | NEAT                     |
| 387706 - | 2002 YY25                | 31 dicembre 2002  | LINEAR                   |
| 387707 - | 2003 AB17                | 5 gennaio 2003    | LINEAR                   |
| 387708 - | 2003 AW19                | 5 gennaio 2003    | LINEAR                   |
| 387709 - | 2003 AJ71                | 10 gennaio 2003   | NEAT                     |
| 387710 - | 2003 BY35                | 26 gennaio 2003   | Spacewatch               |
| 387711 - | 2003 BF54                | 27 gennaio 2003   | NEAT                     |
| 387712 - | 2003 BZ57                | 27 gennaio 2003   | LINEAR                   |
| 387713 - | 2003 BN59                | 27 gennaio 2003   | LONEOS                   |
| 387714 - | 2003 BL84                | 30 gennaio 2003   | LONEOS                   |
| 387715 - | 2003 BG92                | 26 gennaio 2003   | LONEOS                   |
| 387716 - | 2003 CC14                | 6 febbraio 2003   | Spacewatch               |
| 387717 - | 2003 DN4                 | 22 febbraio 2003  | Yeung, W. K. Y.          |
| 387718 - | 2003 DX5                 | 21 febbraio 2003  | NEAT                     |
| 387719 - | 2003 DN20                | 22 febbraio 2003  | NEAT                     |
| 387720 - | 2003 DW24                | 17 ottobre 1998   | Spacewatch               |
| 387721 - | 2003 EP1                 | 27 gennaio 2003   | LINEAR                   |
| 387722 - | 2003 EL2                 | 5 marzo 2003      | LINEAR                   |
| 387723 - | 2003 ES6                 | 6 marzo 2003      | LONEOS                   |
| 387724 - | 2003 FC8                 | 30 marzo 2003     | LINEAR                   |
| 387725 - | 2003 FM10                | 23 marzo 2003     | Spacewatch               |
| 387726 - | 2003 FP19                | 25 marzo 2003     | NEAT                     |
| 387727 - | 2003 FQ23                | 23 marzo 2003     | Spacewatch               |
| 387728 - | 2003 FB26                | 24 marzo 2003     | Spacewatch               |
| 387729 - | 2003 FS40                | 10 marzo 2003     | Spacewatch               |
| 387730 - | 2003 FF42                | 31 marzo 2003     | Young, J. W.             |
| 387731 - | 2003 FT76                | 27 marzo 2003     | NEAT                     |
| 387732 - | 2003 FJ123               | 27 marzo 2003     | Spacewatch               |
| 387733 - | 2003 GS                  | 4 aprile 2003     | LONEOS                   |
| 387734 - | 2003 GV4                 | 1º aprile 2003    | LINEAR                   |
| 387735 - | 2003 GZ8                 | 31 marzo 2003     | CSS                      |
| 387736 - | 2003 GR11                | 1º aprile 2003    | Spacewatch               |
| 387737 - | 2003 GP26                | 4 aprile 2003     | Spacewatch               |
| 387738 - | 2003 GW28                | 4 aprile 2003     | Spacewatch               |
| 387739 - | 2003 GJ56                | 4 aprile 2003     | Spacewatch               |
| 387740 - | 2003 GK57                | 11 aprile 2003    | Spacewatch               |
| 387741 - | 2003 HU5                 | 24 aprile 2003    | Spacewatch               |
| 387742 - | 2003 HT16                | 24 aprile 2003    | LONEOS                   |
| 387743 - | 2003 HV35                | 27 aprile 2003    | LONEOS                   |
| 387744 - | 2003 HW57                | 26 aprile 2003    | CINEOS                   |
| 387745 - | 2003 JS6                 | 1º maggio 2003    | Spacewatch               |
| 387746 - | 2003 MH4                 | 26 giugno 2003    | LINEAR                   |
| 387747 - | 2003 NF11                | 3 luglio 2003     | Spacewatch               |
| 387748 - | 2003 ON18                | 25 luglio 2003    | LINEAR                   |
| 387749 - | 2003 OF26                | 24 luglio 2003    | NEAT                     |
| 387750 - | 2003 QC44                | 22 agosto 2003    | NEAT                     |
| 387751 - | 2003 QK61                | 23 agosto 2003    | LINEAR                   |
| 387752 - | 2003 SE22                | 16 settembre 2003 | NEAT                     |
| 387753 - | 2003 SF32                | 17 settembre 2003 | NEAT                     |
| 387754 - | 2003 SZ37                | 16 settembre 2003 | NEAT                     |
| 387755 - | 2003 SJ47                | 16 settembre 2003 | LONEOS                   |
| 387756 - | 2003 SC59                | 17 settembre 2003 | LONEOS                   |
| 387757 - | 2003 SR68                | 17 settembre 2003 | Spacewatch               |
| 387758 - | 2003 SX72                | 18 settembre 2003 | Spacewatch               |
| 387759 - | 2003 SU95                | 19 settembre 2003 | NEAT                     |
| 387760 - | 2003 SF126               | 19 settembre 2003 | Mount Graham             |
| 387761 - | 2003 SH130               | 19 settembre 2003 | NEAT                     |
| 387762 - | 2003 SQ177               | 18 settembre 2003 | NEAT                     |
| 387763 - | 2003 SH181               | 20 settembre 2003 | NEAT                     |
| 387764 - | 2003 SF242               | 27 settembre 2003 | Spacewatch               |
| 387765 - | 2003 SO321               | 21 settembre 2003 | Spacewatch               |
| 387766 - | 2003 SL329               | 22 settembre 2003 | LONEOS                   |
| 387767 - | 2003 SM330               | 26 settembre 2003 | Sloan Digital Sky Survey |
| 387768 - | 2003 SJ386               | 26 settembre 2003 | Sloan Digital Sky Survey |
| 387769 - | 2003 SK394               | 26 settembre 2003 | Sloan Digital Sky Survey |
| 387770 - | 2003 SC433               | 22 settembre 2003 | Spacewatch               |
| 387771 - | 2003 TJ27                | 1º ottobre 2003   | Spacewatch               |
| 387772 - | 2003 TU38                | 20 settembre 2003 | Spacewatch               |
| 387773 - | 2003 TF51                | 29 settembre 2003 | LONEOS                   |
| 387774 - | 2003 TM57                | 5 ottobre 2003    | NEAT                     |
| 387775 - | 2003 UJ28                | 17 ottobre 2003   | Spacewatch               |
| 387776 - | 2003 UM29                | 24 ottobre 2003   | LINEAR                   |
| 387777 - | 2003 UK44                | 18 ottobre 2003   | Spacewatch               |
| 387778 - | 2003 UG52                | 18 ottobre 2003   | NEAT                     |
| 387779 - | 2003 UA91                | 20 ottobre 2003   | LINEAR                   |
| 387780 - | 2003 UR93                | 18 ottobre 2003   | Spacewatch               |
| 387781 - | 2003 UH118               | 21 settembre 2003 | Spacewatch               |
| 387782 - | 2003 UU202               | 21 ottobre 2003   | NEAT                     |
| 387783 - | 2003 UY249               | 25 ottobre 2003   | LINEAR                   |
| 387784 - | 2003 UE297               | 16 ottobre 2003   | Spacewatch               |
| 387785 - | 2003 UW298               | 28 settembre 2003 | LONEOS                   |
| 387786 - | 2003 UZ306               | 28 settembre 2003 | Spacewatch               |
| 387787 - | 2003 UA315               | 23 ottobre 2003   | Buie, M. W.              |
| 387788 - | 2003 UV347               | 19 ottobre 2003   | Sloan Digital Sky Survey |
| 387789 - | 2003 UA351               | 19 ottobre 2003   | Sloan Digital Sky Survey |
| 387790 - | 2003 UY362               | 28 settembre 2003 | LONEOS                   |
| 387791 - | 2003 UW377               | 18 settembre 2003 | Spacewatch               |
| 387792 - | 2003 WP15                | 19 ottobre 2003   | Spacewatch               |
| 387793 - | 2003 WL25                | 20 novembre 2003  | LINEAR                   |
| 387794 - | 2003 WB94                | 19 novembre 2003  | LONEOS                   |
| 387795 - | 2003 WW95                | 20 ottobre 2003   | Spacewatch               |
| 387796 - | 2003 WT129               | 21 novembre 2003  | NEAT                     |
| 387797 - | 2003 WY130               | 21 novembre 2003  | Spacewatch               |
| 387798 - | 2003 WZ194               | 19 novembre 2003  | Spacewatch               |
| 387799 - | 2003 YK15                | 17 dicembre 2003  | LINEAR                   |
| 387800 - | 2003 YA182               | 19 dicembre 2003  | Spacewatch               |

## 387801-387900
| Nome     | Designazione provvisoria | Data di scoperta  | Scopritore           |
| -------- | ------------------------ | ----------------- | -------------------- |
| 387801 - | 2004 BQ58                | 23 gennaio 2004   | LINEAR               |
| 387802 - | 2004 BO127               | 16 gennaio 2004   | Spacewatch           |
| 387803 - | 2004 CV25                | 11 febbraio 2004  | Spacewatch           |
| 387804 - | 2004 CA54                | 11 febbraio 2004  | Spacewatch           |
| 387805 - | 2004 DY58                | 23 febbraio 2004  | LINEAR               |
| 387806 - | 2004 DN65                | 22 febbraio 2004  | Buie, M. W.          |
| 387807 - | 2004 EM9                 | 14 marzo 2004     | LINEAR               |
| 387808 - | 2004 EX10                | 15 marzo 2004     | Yeung, W. K. Y.      |
| 387809 - | 2004 EB12                | 16 febbraio 2004  | Spacewatch           |
| 387810 - | 2004 EW16                | 12 marzo 2004     | NEAT                 |
| 387811 - | 2004 EH46                | 15 marzo 2004     | LINEAR               |
| 387812 - | 2004 EE49                | 15 marzo 2004     | Spacewatch           |
| 387813 - | 2004 EL113               | 27 gennaio 2004   | Spacewatch           |
| 387814 - | 2004 FK1                 | 16 marzo 2004     | LINEAR               |
| 387815 - | 2004 FR5                 | 19 marzo 2004     | NEAT                 |
| 387816 - | 2004 FM17                | 26 marzo 2004     | LINEAR               |
| 387817 - | 2004 FK22                | 16 marzo 2004     | Siding Spring Survey |
| 387818 - | 2004 FA27                | 17 marzo 2004     | Spacewatch           |
| 387819 - | 2004 FH69                | 16 marzo 2004     | Spacewatch           |
| 387820 - | 2004 FC77                | 18 marzo 2004     | LINEAR               |
| 387821 - | 2004 FM84                | 18 marzo 2004     | CSS                  |
| 387822 - | 2004 FH119               | 23 marzo 2004     | Spacewatch           |
| 387823 - | 2004 GU7                 | 12 aprile 2004    | LONEOS               |
| 387824 - | 2004 GZ13                | 13 aprile 2004    | CSS                  |
| 387825 - | 2004 GY16                | 10 aprile 2004    | NEAT                 |
| 387826 - | 2004 GD39                | 15 aprile 2004    | NEAT                 |
| 387827 - | 2004 GA40                | 12 aprile 2004    | NEAT                 |
| 387828 - | 2004 GH49                | 12 aprile 2004    | Spacewatch           |
| 387829 - | 2004 GE50                | 12 aprile 2004    | Spacewatch           |
| 387830 - | 2004 GA85                | 14 aprile 2004    | Spacewatch           |
| 387831 - | 2004 HR8                 | 16 aprile 2004    | LINEAR               |
| 387832 - | 2004 HN11                | 19 aprile 2004    | LINEAR               |
| 387833 - | 2004 HE13                | 16 aprile 2004    | Spacewatch           |
| 387834 - | 2004 HJ24                | 16 aprile 2004    | LINEAR               |
| 387835 - | 2004 HK53                | 25 aprile 2004    | Spacewatch           |
| 387836 - | 2004 HZ53                | 20 aprile 2004    | CSS                  |
| 387837 - | 2004 JJ6                 | 9 maggio 2004     | Spacewatch           |
| 387838 - | 2004 JU26                | 30 aprile 2004    | Spacewatch           |
| 387839 - | 2004 KP11                | 20 maggio 2004    | Spacewatch           |
| 387840 - | 2004 KR12                | 22 maggio 2004    | CSS                  |
| 387841 - | 2004 LD                  | 8 giugno 2004     | LINEAR               |
| 387842 - | 2004 LP21                | 12 giugno 2004    | LINEAR               |
| 387843 - | 2004 ND                  | 6 luglio 2004     | CINEOS               |
| 387844 - | 2004 NU19                | 14 luglio 2004    | LINEAR               |
| 387845 - | 2004 NE25                | 15 luglio 2004    | LINEAR               |
| 387846 - | 2004 OG3                 | 16 luglio 2004    | LINEAR               |
| 387847 - | 2004 OT8                 | 17 luglio 2004    | LINEAR               |
| 387848 - | 2004 OR10                | 22 luglio 2004    | Siding Spring Survey |
| 387849 - | 2004 PS1                 | 6 agosto 2004     | Broughton, J.        |
| 387850 - | 2004 PS10                | 7 agosto 2004     | NEAT                 |
| 387851 - | 2004 PS28                | 6 agosto 2004     | NEAT                 |
| 387852 - | 2004 PN55                | 8 agosto 2004     | LONEOS               |
| 387853 - | 2004 PR56                | 9 agosto 2004     | LINEAR               |
| 387854 - | 2004 PH76                | 9 agosto 2004     | LONEOS               |
| 387855 - | 2004 PW76                | 9 agosto 2004     | LINEAR               |
| 387856 - | 2004 PU97                | 14 agosto 2004    | Broughton, J.        |
| 387857 - | 2004 QA10                | 21 agosto 2004    | Siding Spring Survey |
| 387858 - | 2004 QX13                | 24 agosto 2004    | LINEAR               |
| 387859 - | 2004 QX16                | 23 agosto 2004    | Hutsebaut, R.        |
| 387860 - | 2004 RH5                 | 4 settembre 2004  | NEAT                 |
| 387861 - | 2004 RJ24                | 8 settembre 2004  | LINEAR               |
| 387862 - | 2004 RC66                | 8 settembre 2004  | LINEAR               |
| 387863 - | 2004 RW74                | 19 agosto 2004    | Siding Spring Survey |
| 387864 - | 2004 RK82                | 9 settembre 2004  | LINEAR               |
| 387865 - | 2004 RE91                | 8 settembre 2004  | LINEAR               |
| 387866 - | 2004 RH106               | 8 settembre 2004  | NEAT                 |
| 387867 - | 2004 RY128               | 7 settembre 2004  | Spacewatch           |
| 387868 - | 2004 RA166               | 6 settembre 2004  | Siding Spring Survey |
| 387869 - | 2004 RK174               | 10 settembre 2004 | LINEAR               |
| 387870 - | 2004 RA197               | 10 settembre 2004 | LINEAR               |
| 387871 - | 2004 RD252               | 15 settembre 2004 | LINEAR               |
| 387872 - | 2004 RF309               | 13 settembre 2004 | Spacewatch           |
| 387873 - | 2004 RC325               | 13 settembre 2004 | LINEAR               |
| 387874 - | 2004 RR325               | 13 settembre 2004 | LINEAR               |
| 387875 - | 2004 RO329               | 15 settembre 2004 | LINEAR               |
| 387876 - | 2004 RX336               | 15 settembre 2004 | Spacewatch           |
| 387877 - | 2004 RZ337               | 15 settembre 2004 | Spacewatch           |
| 387878 - | 2004 RB347               | 14 settembre 2004 | LINEAR               |
| 387879 - | 2004 SL10                | 16 settembre 2004 | Siding Spring Survey |
| 387880 - | 2004 TU4                 | 4 ottobre 2004    | Spacewatch           |
| 387881 - | 2004 TA7                 | 5 ottobre 2004    | LINEAR               |
| 387882 - | 2004 TO13                | 9 ottobre 2004    | LINEAR               |
| 387883 - | 2004 TG15                | 8 ottobre 2004    | Spacewatch           |
| 387884 - | 2004 TR43                | 4 ottobre 2004    | Spacewatch           |
| 387885 - | 2004 TJ67                | 5 ottobre 2004    | LONEOS               |
| 387886 - | 2004 TZ68                | 5 ottobre 2004    | LONEOS               |
| 387887 - | 2004 TK80                | 5 ottobre 2004    | Spacewatch           |
| 387888 - | 2004 TK83                | 5 ottobre 2004    | Spacewatch           |
| 387889 - | 2004 TT107               | 7 ottobre 2004    | Spacewatch           |
| 387890 - | 2004 TJ115               | 4 ottobre 2004    | Spacewatch           |
| 387891 - | 2004 TO124               | 7 ottobre 2004    | LINEAR               |
| 387892 - | 2004 TV149               | 6 ottobre 2004    | Spacewatch           |
| 387893 - | 2004 TN180               | 7 ottobre 2004    | Spacewatch           |
| 387894 - | 2004 TA194               | 7 ottobre 2004    | Spacewatch           |
| 387895 - | 2004 TU198               | 7 ottobre 2004    | Spacewatch           |
| 387896 - | 2004 TK245               | 7 ottobre 2004    | Spacewatch           |
| 387897 - | 2004 TR272               | 9 ottobre 2004    | Spacewatch           |
| 387898 - | 2004 TM336               | 10 ottobre 2004   | Spacewatch           |
| 387899 - | 2004 VB59                | 9 novembre 2004   | CSS                  |
| 387900 - | 2004 VB74                | 12 novembre 2004  | CSS                  |

## 387901-388000
| Nome     | Designazione provvisoria | Data di scoperta | Scopritore           |
| -------- | ------------------------ | ---------------- | -------------------- |
| 387901 - | 2004 VA79                | 3 novembre 2004  | Spacewatch           |
| 387902 - | 2004 VZ82                | 10 novembre 2004 | Spacewatch           |
| 387903 - | 2004 VJ88                | 11 novembre 2004 | Spacewatch           |
| 387904 - | 2004 VW93                | 10 novembre 2004 | Spacewatch           |
| 387905 - | 2004 WY1                 | 17 novembre 2004 | CINEOS               |
| 387906 - | 2004 XQ                  | 1º dicembre 2004 | NEAT                 |
| 387907 - | 2004 XP26                | 10 dicembre 2004 | Spacewatch           |
| 387908 - | 2004 XE49                | 11 dicembre 2004 | LINEAR               |
| 387909 - | 2004 XK49                | 12 dicembre 2004 | CINEOS               |
| 387910 - | 2004 XE54                | 10 dicembre 2004 | Spacewatch           |
| 387911 - | 2004 XN85                | 12 dicembre 2004 | Spacewatch           |
| 387912 - | 2004 XX105               | 11 dicembre 2004 | LINEAR               |
| 387913 - | 2004 XL122               | 2 dicembre 2004  | LONEOS               |
| 387914 - | 2004 XV128               | 14 dicembre 2004 | LINEAR               |
| 387915 - | 2004 XS162               | 15 dicembre 2004 | LINEAR               |
| 387916 - | 2004 YU17                | 18 dicembre 2004 | Mt. Lemmon Survey    |
| 387917 - | 2004 YH22                | 18 dicembre 2004 | Mt. Lemmon Survey    |
| 387918 - | 2004 YD27                | 20 dicembre 2004 | Mt. Lemmon Survey    |
| 387919 - | 2004 YT32                | 31 dicembre 2004 | Junk Bond            |
| 387920 - | 2005 AJ35                | 18 dicembre 2004 | LINEAR               |
| 387921 - | 2005 AU51                | 13 gennaio 2005  | CSS                  |
| 387922 - | 2005 AO81                | 15 gennaio 2005  | LINEAR               |
| 387923 - | 2005 BQ16                | 16 gennaio 2005  | LINEAR               |
| 387924 - | 2005 BD22                | 16 gennaio 2005  | Spacewatch           |
| 387925 - | 2005 BU27                | 17 gennaio 2005  | LINEAR               |
| 387926 - | 2005 CQ2                 | 1º febbraio 2005 | CSS                  |
| 387927 - | 2005 CU2                 | 1º febbraio 2005 | Spacewatch           |
| 387928 - | 2005 CM18                | 2 febbraio 2005  | CSS                  |
| 387929 - | 2005 CE29                | 1º febbraio 2005 | Spacewatch           |
| 387930 - | 2005 CN29                | 1º febbraio 2005 | Spacewatch           |
| 387931 - | 2005 CX30                | 1º febbraio 2005 | Spacewatch           |
| 387932 - | 2005 CQ32                | 2 febbraio 2005  | Spacewatch           |
| 387933 - | 2005 CD34                | 13 gennaio 2005  | Spacewatch           |
| 387934 - | 2005 CV37                | 6 febbraio 2005  | Sposetti, S.         |
| 387935 - | 2005 CG71                | 1º febbraio 2005 | Spacewatch           |
| 387936 - | 2005 EC31                | 1º marzo 2005    | Spacewatch           |
| 387937 - | 2005 EP44                | 3 marzo 2005     | Spacewatch           |
| 387938 - | 2005 EG47                | 3 marzo 2005     | Spacewatch           |
| 387939 - | 2005 EO47                | 3 marzo 2005     | Spacewatch           |
| 387940 - | 2005 EL53                | 4 marzo 2005     | Spacewatch           |
| 387941 - | 2005 EE66                | 4 marzo 2005     | CSS                  |
| 387942 - | 2005 EL78                | 18 gennaio 2005  | CSS                  |
| 387943 - | 2005 EM138               | 9 marzo 2005     | LINEAR               |
| 387944 - | 2005 ER140               | 10 marzo 2005    | Mt. Lemmon Survey    |
| 387945 - | 2005 EU148               | 10 marzo 2005    | Spacewatch           |
| 387946 - | 2005 EU175               | 8 marzo 2005     | LONEOS               |
| 387947 - | 2005 EO179               | 9 marzo 2005     | Spacewatch           |
| 387948 - | 2005 ED181               | 9 marzo 2005     | CSS                  |
| 387949 - | 2005 EN231               | 10 marzo 2005    | Mt. Lemmon Survey    |
| 387950 - | 2005 EL237               | 3 marzo 2005     | Spacewatch           |
| 387951 - | 2005 EF240               | 11 marzo 2005    | Spacewatch           |
| 387952 - | 2005 ER242               | 11 marzo 2005    | CSS                  |
| 387953 - | 2005 EP327               | 1º marzo 2005    | Spacewatch           |
| 387954 - | 2005 GE15                | 4 marzo 2005     | Mt. Lemmon Survey    |
| 387955 - | 2005 GC30                | 4 aprile 2005    | CSS                  |
| 387956 - | 2005 GH48                | 5 aprile 2005    | Mt. Lemmon Survey    |
| 387957 - | 2005 GU57                | 6 aprile 2005    | Mt. Lemmon Survey    |
| 387958 - | 2005 GX63                | 2 aprile 2005    | CSS                  |
| 387959 - | 2005 GN99                | 7 aprile 2005    | Spacewatch           |
| 387960 - | 2005 GV106               | 10 aprile 2005   | Mt. Lemmon Survey    |
| 387961 - | 2005 GB109               | 14 marzo 2005    | Mt. Lemmon Survey    |
| 387962 - | 2005 GQ136               | 10 aprile 2005   | Spacewatch           |
| 387963 - | 2005 GJ141               | 13 aprile 2005   | CSS                  |
| 387964 - | 2005 GX180               | 12 aprile 2005   | Spacewatch           |
| 387965 - | 2005 GL182               | 15 aprile 2005   | CSS                  |
| 387966 - | 2005 GW222               | 10 aprile 2005   | Spacewatch           |
| 387967 - | 2005 HQ1                 | 16 aprile 2005   | Spacewatch           |
| 387968 - | 2005 JL21                | 4 maggio 2005    | Siding Spring Survey |
| 387969 - | 2005 JT23                | 3 maggio 2005    | Spacewatch           |
| 387970 - | 2005 JH33                | 4 maggio 2005    | Mt. Lemmon Survey    |
| 387971 - | 2005 JU41                | 7 maggio 2005    | Mt. Lemmon Survey    |
| 387972 - | 2005 JP50                | 4 maggio 2005    | Spacewatch           |
| 387973 - | 2005 JY150               | 3 maggio 2005    | Spacewatch           |
| 387974 - | 2005 JW170               | 10 maggio 2005   | Buie, M. W.          |
| 387975 - | 2005 LN6                 | 4 giugno 2005    | CSS                  |
| 387976 - | 2005 LM8                 | 4 giugno 2005    | Broughton, J.        |
| 387977 - | 2005 LW53                | 15 giugno 2005   | Mt. Lemmon Survey    |
| 387978 - | 2005 MW44                | 27 giugno 2005   | Spacewatch           |
| 387979 - | 2005 NV                  | 2 luglio 2005    | Spacewatch           |
| 387980 - | 2005 NZ26                | 5 luglio 2005    | Mt. Lemmon Survey    |
| 387981 - | 2005 NQ30                | 15 giugno 2005   | Mt. Lemmon Survey    |
| 387982 - | 2005 NQ41                | 4 luglio 2005    | Mt. Lemmon Survey    |
| 387983 - | 2005 NG44                | 7 luglio 2005    | Spacewatch           |
| 387984 - | 2005 ON29                | 31 luglio 2005   | Wiegert, P. A.       |
| 387985 - | 2005 QH2                 | 24 agosto 2005   | NEAT                 |
| 387986 - | 2005 QN15                | 25 agosto 2005   | NEAT                 |
| 387987 - | 2005 QD17                | 25 agosto 2005   | NEAT                 |
| 387988 - | 2005 QM40                | 26 agosto 2005   | NEAT                 |
| 387989 - | 2005 QP55                | 28 agosto 2005   | Spacewatch           |
| 387990 - | 2005 QY57                | 25 agosto 2005   | NEAT                 |
| 387991 - | 2005 QJ61                | 26 agosto 2005   | NEAT                 |
| 387992 - | 2005 QQ65                | 27 agosto 2005   | LONEOS               |
| 387993 - | 2005 QA78                | 25 agosto 2005   | NEAT                 |
| 387994 - | 2005 QZ81                | 29 agosto 2005   | LINEAR               |
| 387995 - | 2005 QT90                | 25 agosto 2005   | NEAT                 |
| 387996 - | 2005 QD99                | 27 agosto 2005   | NEAT                 |
| 387997 - | 2005 QJ105               | 27 agosto 2005   | NEAT                 |
| 387998 - | 2005 QZ106               | 27 agosto 2005   | NEAT                 |
| 387999 - | 2005 QO111               | 27 agosto 2005   | NEAT                 |
| 388000 - | 2005 QU118               | 28 agosto 2005   | Spacewatch           |